# Chrysotaenia cohibita
Chrysotaenia cohibita là một loài bướm đêm trong họ Geometridae.